# Schweizerfibel

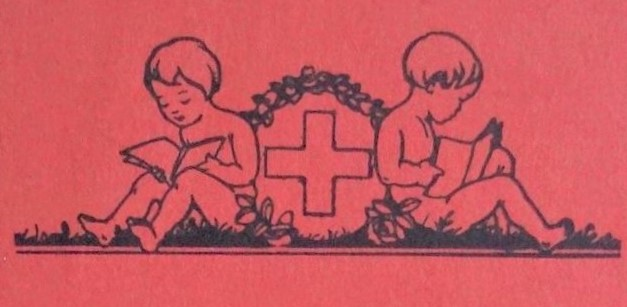
Logo der Schweizerfibel

Die Schweizerfibel war ein Erstlesebuch, das vom  Schweizerischen Lehrerinnenverein zusammen mit dem Lehrerverein von 1925 bis in die 1980er Jahre als Lehrmittel zum Schriftspracherwerb (Lesenlernen) für Kinder in der ersten Klasse der Volksschule herausgegeben wurde.
Im weiteren Sinne können auch die kantonalen Erstlesebücher als Schweizer Fibeln bezeichnet werden.

## Geschichte

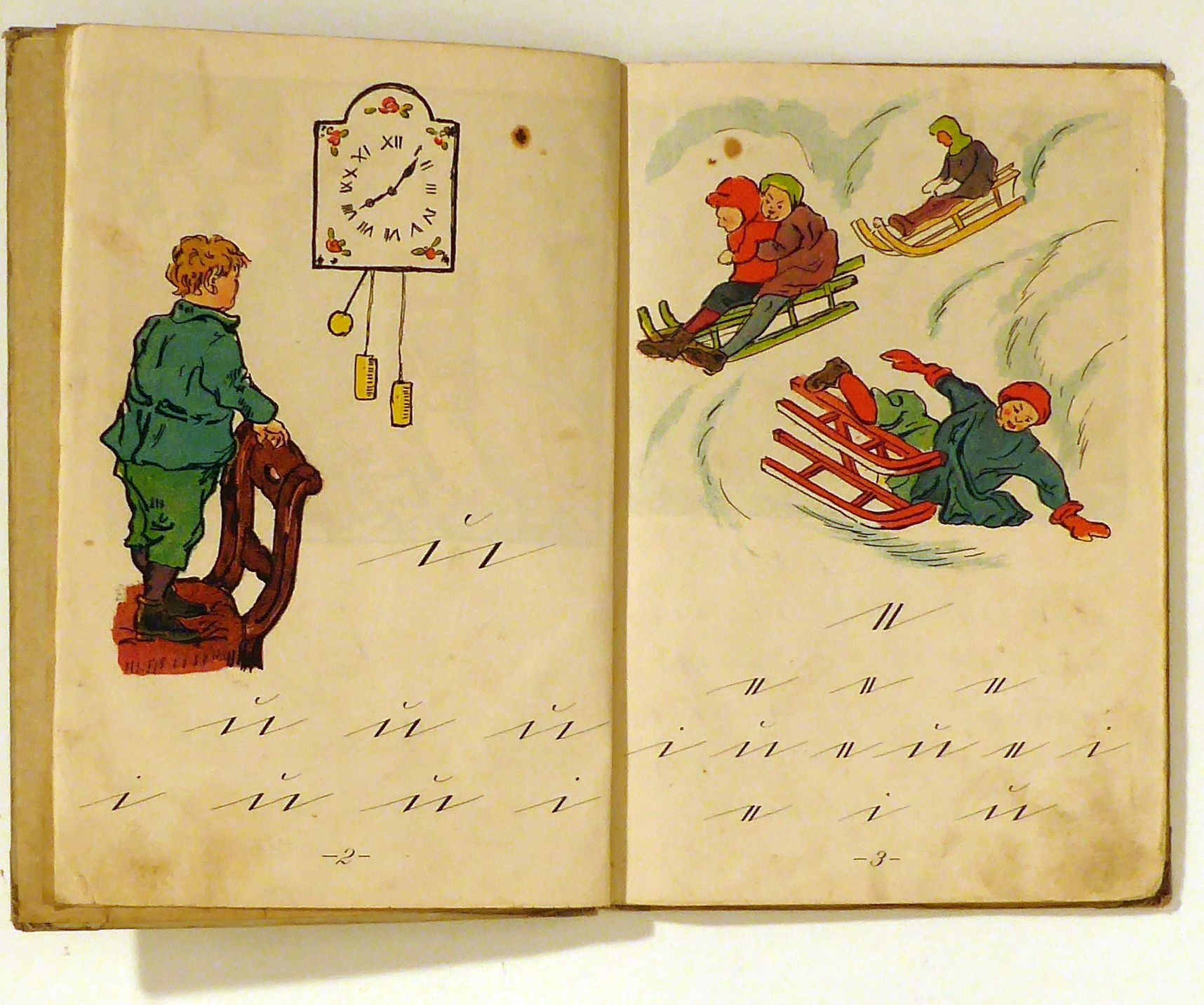
Bündnerfibel 1921 von Giovanni Giacometti mit deutscher Kurrentschrift

Da 1848  die allgemeine Schulpflicht den Kantonen zugeordnet (Bildungshoheit) wurde, oblag  ihnen auch die Herausgabe entsprechender Lehrmittel. Diese wurden von den Lehrerinnen und Lehrern erarbeitet und meistens von der jeweiligen kantonalen Regierung als obligatorisch erklärt. Die Fibeln waren in Hochdeutsch abgefasst, das in der Schweiz als Schriftsprache verwendet wird. In fast allen Deutschschweizer Lesefibeln finden sich zusätzlich Verse in den jeweiligen kantonalen Mundarten.
Der dreisprachige Kanton Graubünden, zum Beispiel, musste Lehrmittel in mehreren Sprachen und Idiomen herausgeben. In den bündnerischen Fibeln und Lesebüchern des 19. Jahrhunderts finden sich kaum Illustrationen, vorrangiges Ziel des Bündner Erziehungsrates war, jederzeit alle Schulklassen in allen drei Kantonssprachen und mehreren romanischen Idiomen mit sprachlich akzeptablen Lehrmitteln zu versehen, was erst zwischen 1895 und 1900 mit der Herausgabe von 39 Fibeln und Leserbüchern erreicht wurde. Als die Lehrerschaft sich nach dem Ersten Weltkrieg über die alten Fibeln ohne Illustrationen beschwerte, beauftragte das Erziehungsdepartement den einheimischen Künstler Giovanni Giacometti für die zwei Bünderfibeln von 1921 (deutsch und romanisch in deutscher Kurrentschrift) Illustrationen zu schaffen. Seine Szenenbilder sind Ausschnitte aus den Erfahrungskreisen der Kinder. 1927 musste die Bündnerfibel und 1932 die «Fibla romontscha» in Druckschrift neu aufgelegt werden.
Um unter anderem dem Methodenstreit, wie Lesen lernen erfolgreich zu unterrichten sei, zu begegnen, beschloss der Schweizerische Lehrer- und Lehrerinnenverein, eine Schweizerfibel in deutscher Sprache zu gestalten, welche zwei verschiedene Vorgehensweisen festlegten und für den Unterricht frei gewählt werden konnten. 1925 war es Komm lies! (Ade Lisi, ade ade in Antiqua), mit Wörtchen beginnend (ganzheitliche Methode, Ausgabe A), die dann den Schriftzeichen entsprechend in Laute getrennt werden müssen. 1927 folgte „Wir lernen lesen“ (in römischer Steinschrift), beginnend mit der als O strahlenden Sonne (synthetische Methode, Ausgabe B), gefolgt von M und U, was, den Lauten mit einem Atemzug folgend zur Silbe MO und MU zusammengefügt wird. Beim Lesen lernen gilt allgemein, als erstes die Technik des Lesens zu erwerben (1. Teil). Den Fibeln folgten Leseheftchen und Lesebücher. Die Inhalte bezogen sich auf das Alter und die Erlebniswelt der Kinder, enthielten Volksgut und Literatur und waren künstlerisch gestaltet.

## Neuerungen
Die Schweizerfibel hatte einen gesamtschweizerischen Bezug während die kantonalen Fibeln mehr auf kantonale Themen abgestimmt waren. Neu war die Verwendung der besser lesbaren gedruckten Antiqua gegenüber der zuvor verwendeten deutschen Kurrentschrift. Die Wörter und Texte waren in Grossbuchstaben und in Hochdeutsch abgefasst. Der 1. Teil wurde den Erstklässlern nicht mehr als Ganzfibel abgegeben, sondern als Loseblattfibel mit Einzelblättern ausgeteilt, die in einer Kartonmappe gesammelt wurden. Diese Vorgehensweise erhöhte die Spannung und das Interesse am Lesen. Die neuen Blätter boten fortlaufend Stoff aus dem Erleben der Kinder. Jedem 1. Teil waren Wortbildbogen beigelegt. Die ausgeschnittenen und aufgezogenen Wörter konnten immer wieder neu zusammengestellt und in neue Geschichten integriert werden, bis sich das Wortbild fest eingeprägt hatte.

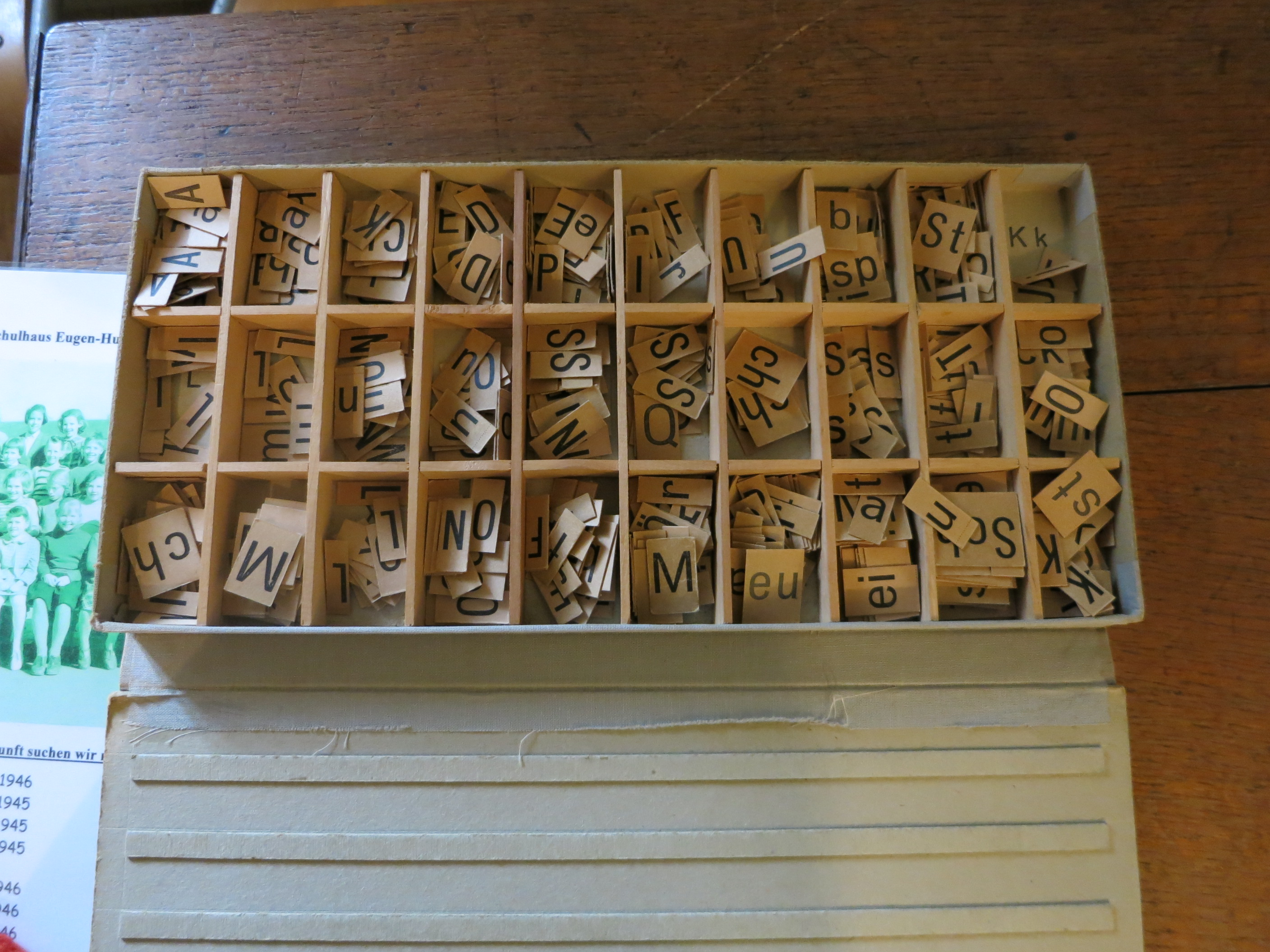
Lesekasten Kanton Zürich

In einer Mehrklassenschule konnten die Schüler beim selbständigen Lernen diese Wörter als Vorbilder für das Setzen mit dem Lesekasten brauchen.  Das Wortbildlesen mit seinen vielfältigen Übungsmöglichkeiten unterstützt und erleichtert das Erfassen des Textes.
Ab dem 2. Teil wurden das Lesen auf gebundene Büchlein mit Geschichten ausgeweitet. Das konnten Geschichten sein, die die Kinder schon kannten, wo Stichwörter und kurze Sätze genügten, um den ganzen Inhalt in Erinnerung zu rufen.

## Inhalt
Für den Inhalt der Schweizerfibel von 1925 wurden «bedeutende Bildungsstoffe» für alle Kinder, zu Stadt und Land, Berg und Tal, arm und reich gewählt, was Geschichten mit moralisch erzieherischer Absicht nicht ausschloss. Ein einheitliches Thema und ein buntes Kinderbuch wurden als motivierender Rahmen eingesetzt.
Die einzelnen Büchlein hatten einen Umfang zwischen 20 und 40 Seiten und waren mit meist farbigen Illustrationen von bekannten Künstler versehen: Die Illustratoren der Schweizerfibeln waren Hans Witzig, Niklaus Stoecklin, Hans Fischer (1909–1958), Lili Roth-Streiff (1905–2003), Celestino Piatti und Albert Gerster (Grafiker, 1929–2000), Herbert Leupin, Fritz Deringer (1903–1950), Hermann Fischer (1888–1950) und Norbertine Bresslern-Roth.

### Ausgabe A
Die Ausgabe A wird mit der Analytischen Methode (Ganzwortmethode) eingeführt und die Ausgabe B mit der Synthetischen Methode (einzelheitlich). Diese Trennung der Lehrweisen beschränkt sich bei beiden Methoden auf die einführende Loseblattfibel. Der Beginn mit Silben, Wörtern, Sätzchen oder kleinen Texten, wird als «ganzheitliches» oder analytisches Lesenlernen bezeichnet. Dem Schüler werden ausgewählte, geeignete ganze Wörter präsentiert (zum Beispiel OMA), so dass sich das Wort als Wortbild einprägen sollte und aus denen oft der vorgezeigte Buchstabe herausgelöst werden soll. Diese Methode war von 1947 bis 1968 in der Schweiz vorherrschend.
Beispiele der Ausgabe A:

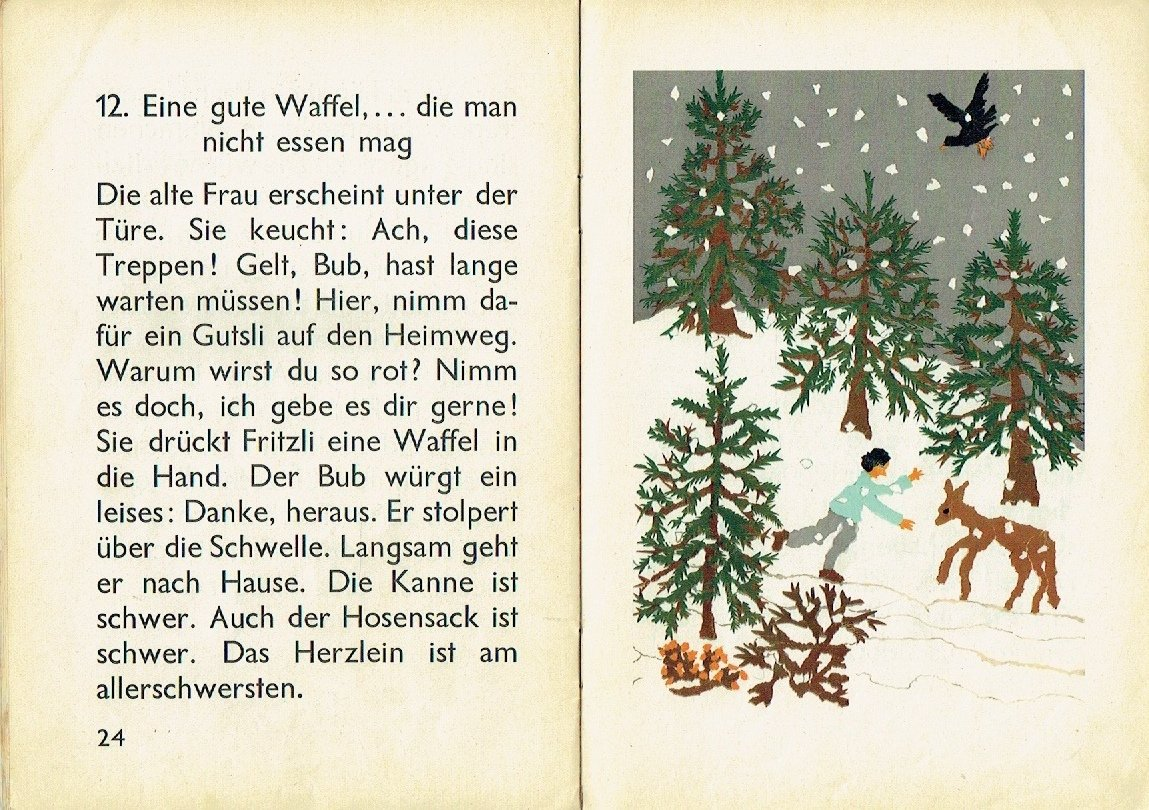
Fritzli und sein Hund, in Antiqua

- 1. Teil: Emilie Schäppi: Komm lies! Verfasserin Elisabeth Müller, Zeichnungen von Hans Witzig. 1. Auflage 1925. Schweizer Lehrerinnenverein; Zürich 1948. 13. Auflage
- 1. Teil: Elisabeth Pletscher: Wo ist Fipsi? Nach einer nicht veröffentlichten Erzählung von Olga Meyer. Mit Bilder von Albert Gerster. Schweizerischer Lehrerinnenverein und Schweizerischer Lehrerverein, 2. Auflage, Zürich 1976[4]
- 2. Teil: Emilie Schäppi: Aus dem Märchenland. Verlag Lehrerverein, Zürich, 1. Auflage., 1934
- 2. Teil: Annemarie Witzig: Märchen. Schweizerischer Lehrerinnenverein und Schweizerischer Lehrerverein, Zürich, 1973,  40 Seiten mit Zeichnungen von Bernhard Wyss.
- 3. Teil: Olga Meyer: Mutzli. Mit 4 ganzseitigen farbig lithographierten Illustrationen von Hans Witzig (Winterszenen). Basel 1932,  28 Seiten
- 3. Teil: Wilhelm Kilchherr: Daheim und auf der Strasse. 12. Auflage von 1971. 39 S., illustriert on Hermann Fischer
- 4. Teil Elisabeth Müller: Unser Hanni. Verlag: 1927. Lehrerverein, Zürich, 1. Auflage., 1927 Mit Steinzeichnungen von Hans Witzig. 34 Seiten.
- 5. Teil: Olga Meyer: Graupelzchen. Schweiz. Lehrerinnenverein. Lesefibel 8. Auflage 1955. 36 Seiten, 26 Lesegeschichten von Olga Meyer und Steinzeichnungen von Hans Witzig.
- 6. Teil Elisabeth Müller: Prinzessin Sonnenstrahl. Hrsg. Lehrerinnenverein, Zürich 1950, 34 Seiten. Steinzeichnungen von Hans Witzig.
- 7. Teil: Olga Meyer: Köbis Dicki. Conzett & Huber, Zürich 1937, 36 Seiten mit 4 farbigen Bildtafeln von Fritz Deringer (1903–1950)[5]
- 8. Teil: Elisabeth Lenhardt: Fritzli und sein Hund. Herausgeber Schweizerischer Lehrerinnenverein, 1952, 2. Auflage

### Ausgabe B
Die Schweizerfibel B ist das selbständige Gegenstück zur Schweizerfibel A von Emilie Schäppi und umfasst drei Hefte. Sie wurde äusserlich der früher erschienenen A-Fibel weitgehend angeglichen. Das erste Heft trägt den Untertitel «Synthetischer Lehrgang». Der wesentliche Unterschied der beiden Fibelwerke liegt in der Unterrichtsweise bei der Einführung des Lesenlernens: Ausgabe A dient dem Analytiker, Ausgabe B dem Synthetiker. Die synthetische Methode beginnt mit einzelnen Buchstaben, dem folgt ein Zusammensetzen von Lauten und Buchstaben zu Silben und Wörtern. Ihr Ablauf erfolgt in drei aufeinanderfolgenden Stufen: der Lautgewinnung, Lautverschmelzung und des zusammenfassenden Lesens.
Im ersten Fibelheft mit dem Titel «Wir lernen lesen» werden die gebräuchlichsten Lautzeichen der Steinschrift eingeführt (Ausnahmen: Q, X und Y folgen später). Synthetisch ist der Lehrgang des ersten Heftes deshalb, weil hier nur die Lautzeichen der Steinschrift vermittelt werden. Die Steinschrift als reine Bandschrift ist die geeignetste Schrift für das lautierende (synthetische) Lesen. Das zweite Fibelheft trägt den Namen Heini und Anneli. Hier werden vorerst summarisch in fünf Gruppen die Kleinbuchstaben der Antiquadruckschrift eingeführt. Das dritte Heft Daheim und auf der Strasse ist das eigentliche Lesebuch der ersten Klasse und das umfangreichste Heft.
Beispiele der Ausgabe B:
- 1. Teil:  Wilhelm Kilchherr: Wir lernen lesen. (Hrsg.) Schweiz. Lehrerinnenverein Schweiz. Lehrerverein Basel Bern, Zürich 1927. Graphische Anstalt W. Wassermann Basel, 1927 24 Seiten mit 24 farbigen Zeichnungen von Niklaus Stoecklin.
- 1. Teil: Wilhelm Kilchherr: Wir lernen lesen. 15. Auflage von 1955. 24 Seiten, illustriert von Herbert Leupin.
- 2. Teil: Wilhelm Kilchherr: Heini und Anneli. Lehrerverein, Zürich, 1. Auflage., 1932 mit Bildern von Niklaus Stoecklin, 23 Seiten.
- 2. Teil: Wilhelm Kilchherr: Heini und Anneli. 16. umgearbeitete Auflage von 1968. 23 Seiten, illustriert von Norbertine Bresslern-Roth.
- 3.	Teil: Wilhelm Kilchherr: Daheim und auf der Strasse. Schweiz. Lehrerinnenverein; Schweiz. Lehrerverein, Zürich 1951, 9. Auflage, 39 Seiten mit schwarzweissen und farbigen Illustrationen von Hermann Fischer (1888–1950).

### Ausgabe C
In den 1940er Jahren erhielten die Mundarten in der deutschsprachigen Schweiz Auftrieb. Die pädagogische Unterricht sollte mehr „Vom Kinde aus“ erfolgen, indem das „von Natur aus Vorhandene“ genutzt werden sollte. Daran knüpfte Alice Hugelshofer mit der Fibel Roti Rösli im Garte an. Sie übernahm dabei die von Artur Kern 1931 für Gehörlose detailliert erarbeitete Praxis des ganzheitlichen Lesen Lernens (Neuauflage 1953) als Analytische Methode. Im ersten Leseunterricht wurde konsequent mit geschriebenen Mundartwörtern gearbeitet, deren Schreibung individuell angewendet wurde und zur deutschen genormten Schreibung oft different war. Alle neu herausgegebenen Fibeln von 1947 bis 1979 folgten Kerns Ganzheitsmethode.
Beispiele Ausgabe C:
- 1. Teil: Alice Hugelshofer: Roti Rösli im Garte in Stadtzürcher Mundart, mit Übungsblättern. Arbeitsgemeinschaft der Zürcher Elementarlehrer mit Bildern von Hans Fischer (Hrsg.) Schweizerischer Lehrerinnenverein und Schweizer Lehrerverein. 8. Auflage 1973
- 2. Teil: Lili Roth-Streiff: Steht auf, ihr lieben Kinderlein! Bilder von Lili Roth-Streiff, Arbeitsgemeinschaft der Zürcher Elementarlehrer.